# Solkwitz
Solkwitz é um município da Alemanha localizado no distrito de Saale-Orla, estado de Turíngia.
Pertence ao Verwaltungsgemeinschaft de Oppurg.

## Demografia
Evolução da população (31 de dezembro):
| - 1994 - 72 - 1995 - 72 - 1996 - 76 - 1997 - 75 | - 1998 - 78 - 1999 - 78 - 2000 - 79 - 2001 - 73 | - 2002 - 73 - 2003 - 69 - 2004 - 73 - 2005 - 69 |

Fonte: Thüringer Landesamt für Statistik